# Florin Mina
Florin Mina, né le 3 juillet 1959 à Tulcea en Roumanie et mort en 2006, est un joueur de volley-ball roumain.

## Carrière
Florin Mina participe aux Jeux olympiques de 1980 à Moscou et remporte la médaille de bronze avec l'équipe roumaine composée de Marius Căta-Chițiga, Laurențiu Dumănoiu, Günther Enescu, Dan Gîrleanu, Sorin Macavei, Viorel Manole, Nicolae Pop, Corneliu Oros, Valter Chifu, Constantin Sterea et Nicu Stoian.